# Muàmmar (nom)
Muàmmar és un nom masculí àrab —en àrab معمر, Muʿammar— que literalment significa ‘longeu’. Si bé Muàmmar és la transcripció normativa en català del nom en àrab clàssic, també se'l pot trobar transcrit Muammar, Muamar, Muammer, Moammar, Moammer, Moamar…. Aquest nom també el duen musulmans no arabòfons que l'han adaptat a les característiques fòniques i gràfiques de la seva llengua: en turc Muammer.